# اتفاقية كمبالا
اتفاقية كمبالا اتفاقية أُبرمت في العاصمة الأوغندية كمبالا تمشيا مع الميثاق الاتحادي الانتقالي لجمهورية الصومال لإنهاء المرحلة الانتقالية للحكومة الاتحادية الانتقالية وذلك في 20 أغسطس 2011، ووقع الاتفاقية كل من الرئيس الصومالي شريف شيخ أحمد ورئيس البرلمان شريف حسن شيخ آدم والرئيس الأوغندي يوويري موسيفيني والممثل الخاص للأمين العام للأمم المتحدة في الصومال أوغستين ماهيغا في 9 يونيو 2011.

## استقالة رئيس الوزراء محمد عبد الله فرماجو
شملت شروط اتفاقية كمبالا أن يستقيل رئيس الوزراء محمد عبد الله فرماجو في غضون 30 يومًا، وقوبل اقتراح الاستقالة على الفور باحتجاجات في مدن مختلفة من الصومال، وخرج آلاف المدنيين وأعداد من العسكريين والسياسيين والنواب في مسيرة في شوارع مقديشو مطالبين بإقالة رئيس الجمهورية ورئيس البرلمان.   كما طالب المحتجون بإعادة رئيس الوزراء إلى منصبه ووصفوه بأنه "القائد الوحيد الذي يتحرى النزاهة في السنوات الأخيرة". 

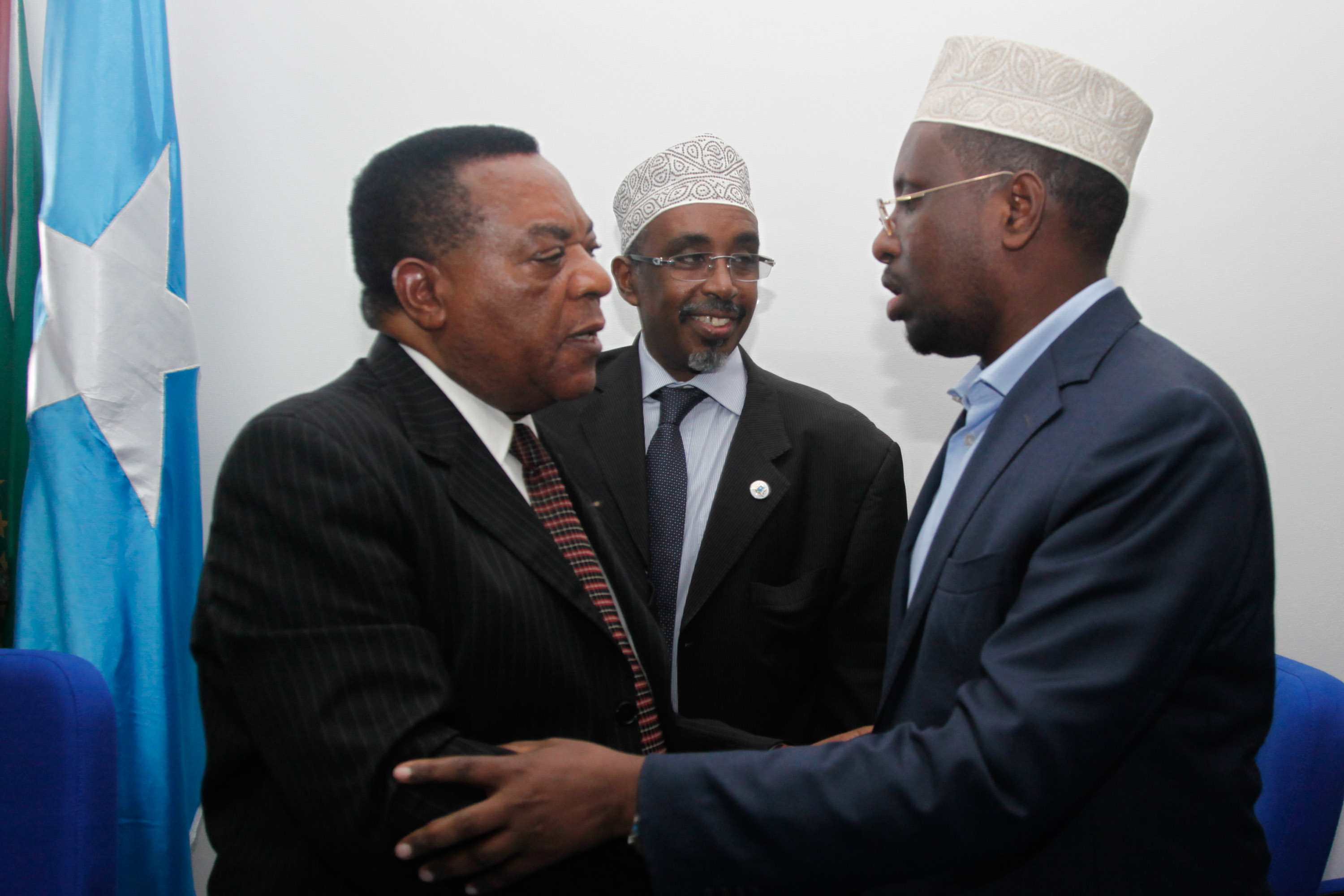
الرئيس الصومالي شريف شيخ أحمد ورئيس البرلمان شريف حسن شيخ آدم مع الممثل الخاص للأمين العام للأمم المتحدة في الصومال أوغستين ماهيغا

ووردت أنباء عن هجمات على فنادق كان يقيم بها أعضاء في البرلمان ما أسفر عن مقتل خمسة أشخاص على الأقل، ونُظمت مظاهرات أخرى رافضة لاستقالة رئيس الوزراء في جالكعيو مركز محافظة مدج بوسط الصومال وكذلك في بلد حواء في أقصى الجنوب.
وردا على ذلك أصدر رئيس الوزراء فورماجو بيانا عبر إذاعة مقديشو الحكومية، أشاد فيها بالقوات المسلحة على استجابتها السريعة كما حث القوات المسلحة على ممارسة ضبط النفس، و ناشد في الوقت ذاته المواطنين بتهدئة الأوضاع «لقد رأيت تعابيركم وسمعت أصواتكم، أنتم جزء من عملية صنع القرار ويجب الإصغاء لما تقولون» بالإضافة إلى ذلك ، دعا رئيس الوزراء في مؤتمر صحفي إلى الإفراج الفوري عن جميع المتظاهرين الذين تم اعتقالهم ، وذكر أن إدارته ستفتح تحقيقًا مستقلًا في اعتقالهم.  في السياق نفسه وصف عمدة العاصمة مقديشو محمد نور المظاهرات أنها مصادرة لآراء باقي المواطنين، مضيفا أن الديمقراطية تحتم عرض الاتفاقية على البرلمان. 
في 11 يونيو 2011 أصدر رئيس الوزراء فرماجو بيانًا أشار فيه إلى وجوب عرض اتفاقية كمبالا على البرلمان لمناقشتها وتقييمها وفقًا للقوانين المنصوص عليها في الدستور الوطني، كما أكد أنه لن يتنحى إلا إذا صوت النواب لدعم الاتفاقية.  وأشار مجلس الوزراء في بيان صحفي إلى أنه بعد الاجتماع لمناقشة اتفاقية كمبالا، وافق الوزراء على ضرورة عرض الاتفاقية على البرلمان لتقييمها.  بالإضافة إلى ذلك ، سعى 200 عضو في البرلمان إلى حث رئيس الوزراء على الدعوة لعقد جلسة برلمانية لمناقشة الاتفاقية، مشيرين في بيان منفصل إلى أن الاتفاق حرم النواب من دورهم التشريعي في محاسبة الحكومة. 
في 12 يونيو 2011 ، أصدر الرئيس شريف أحمد بيانًا أدان فيه الاحتجاجات ووصفها بأنها "غير قانونية".  وأشار إلى أن بعض المسؤولين الحكوميين قاموا بتمويل الاحتجاجات التي شهدتها مقديشو، محذرا من أن حركة الشباب المتمردة قد تحاول استغلال التظاهرات لشن هجمات إرهابية. 
في مقابلة صحفية في 16 يونيو 2011 أعرب وكيل وزارة الخارجية الإيطالية ، ألفريدو مانتيكا عن دعمه لموقف رئيس الوزراء فرماجو فيما يتعلق باتفاقية كمبالا، وصرح مانتيكا بأن "الحكومة الإيطالية تعتقد أنه يجب مراجعة الاتفاقية في البرلمان، كما أشار إلى أن "رئيس الوزراء تولى المنصب منذ خمسة أشهر، و [من السابق لأوانه] الحكم على عمله، لكن ما فعله حتى الآن كان إيجابياً للغاية، و حقق نتائج مهمة، مضيفا أن رئيس الوزراء يمثل الاستقرار". 
في 19 يونيو 2011 قدّم رئيس الوزراء الصومالي محمد عبد الله فرماجو من منصبه كرئيس للوزراء، تنفيذا لإحدى بنود اتفاقية كمبالا المثيرة للجدل، وشملت الاتفاقية أيضًا تمديد ولايات الرئيس ورئيس البرلمان حتى أغسطس 2012 ويتم بعد ذلك عقد انتخابات رئاسية وبرلمانية، وأشار رئيس الوزراء فرماجو في خطابا الاستقالة إلى أنه «أراد أن يغير الاعتقاد الذي حمله العالم عن المسؤولين الصوماليين من أن خلافاتهم لا تنتهي، وأنهم يقدمون مصالحهم الخاصة على المصالح العامة»، وأضاف أنه «فضّل أن يفتح بابا جديدا للصومال ويتنازل لمصلحة الشعب، بدلا من أن يستمر الخلاف المعهود بين المسؤولين الصوماليين» شاكرا في نفس الوقت المتظاهرين الذين خرجوا في الشوارع قبل أسبوعين لتأييد حكومته.
كما عبّر عن امتنانه لمجلس وزرائه على الجهود التي بذلها في تحسين الوضع الأمني ومعايير الحكم في الدولة. وعين الرئيس الصومالي شريف شيخ أحمد وزير التخطيط والتعاون الدولي في حكومة فرماجو عبد الولي محمد علي غاس، قائما بأعمال رئيس الوزراء.   وعين غاس رئيسا للوزاء بشكل رسمي في 23 يونيو 2011. 
وقوبلت استقالة رئيس الوزراء فرماجو على الفور بالغضب من قبل المجتمع الصومالي والعديد من أعضاء مجلس النواب، وعبر بعض المسؤولين من تخوفهم من احتمال عودة الفساد الحكومي، والخلافات التي خطت إدارة فرماجو خطوات كبيرة نحو القضاء عليها. وحسب أحد أعضاء مجلس النواب فإن كتلة من النواب سعوا لإلغاء اتفاقية كمبالا، كونها تُخضع البلاد للوصاية". وأشار نائب آخر إلى أن "أعضاء مجلس النواب متحدون في معارضتهم للاتفاقية" و "سيعترضون عليها حتى إلغاءها". 
وأشار مراقبون إلى أن استقالة فرماجو يمكن أن توفر للمسلحين المتمردين فرصة لتعزيز محاولاتهم لزعزعة الاستقرار وإعاقة المكاسب الإقليمية التي حققتها إدارته في تقليص نفوذ المتمردين في جنوب الصومال. 
ورداً على اتفاقية كمبالا قال رئيس السياسات في حركة الشباب الإرهابية حسين علي فيدو في 22 يونيو 2011 أن الاتفاقية انتهت بالفشل لأنها كانت "مثالاً على طريقة إدارة البلاد. من قبل أوغندا "وأنه" من الواضح للشعب الصومالي والمجتمع الدولي أن مؤتمر كمبالا بشأن الصومال كان يهدف إلى إجبار رئيس الوزراء محمد عبد الله فرماجو على التنحي". كما أشار إلى أن المواطنين الصوماليين على علم بما يجري وأنه لا يعترفون بالرئيس شريف أحمد ورئيس البرلمان شريف حسن كسلطات حكومية شرعية، كما كرر دعوة جماعته للقوات الأوغندية للانسحاب من البلاد. 
في 24 يونيو 2011 أعاد أعضاء مجلس النواب تأكيد معارضتهم لاتفاقية كمبالا وتقدم 165 نائباً بمقترح في البرلمان لمعارضة الاتفاقية، إلا أن رئيس مجلس النواب رفض ذلك، ما أدى إلى طرح النواب مشروعا لحجب الثقة عن رئيس مجلس النواب شريف حسن متهمين إياه "بمخالفة الميثاق والنظام الداخلي"، وصوت 280 نائبا لحجب الثقة عن رئيس مجلس النواب رغم اتفاقية كمبالا التي تنص على عدم مشروعية ذلك
بعد محادثات مع البرلمانيين، أكد الرئيس شريف أحمد في 28 يونيو 2011 أنه بسبب معارضة أعضاء محلس النواب لاتفاقية كمبالا، سيتم عرض الاتفاق على البرلمان لمناقشته، كما أشار إلى أن الاتفاقية لن يتم تنفيذها ما لم يوافق عليها المشرعون. 